# Epinephelus miliaris
Epinephelus miliaris, tên thường gọi là Netfin grouper, là một loài cá biển thuộc chi Epinephelus trong họ Cá mú. Loài này được mô tả lần đầu tiên vào năm 1830.

## Phân bố và môi trường sống
E. miliaris có phạm vi phân bố rộng rãi ở Ấn Độ Dương và Tây Thái Bình Dương. Ở Ấn Độ Dương, loài này được tìm thấy dọc theo bờ biển Đông Phi, từ Kenya đến Bắc Mozambique; bao gồm Madagascar và các quần đảo, nhóm đảo nằm trong Ấn Độ Dương. Ở Thái Bình Dương, loài này được tìm thấy ở khắp Philippines; phía bắc đến quần đảo Ryukyu (Nhật Bản), và phía đông trải rộng đến một số các quần đảo thuộc 3 tiểu vùng: Melanesia, Micronesia, Polynesia. Cá trưởng thành sống xung quanh các rạn san hô và các bãi đá ngầm ở độ sâu khoảng từ 180 m trở lại; cá con sống ở vùng nước nông hơn (16 m trở lại).

## Mô tả
E. miliaris trưởng thành có chiều dài cơ thể lớn nhất ghi nhận được là 53 cm. Thân thuôn dài, hình bầu dục. Cơ thể cá trưởng thành có màu nâu nhạt với các đốm màu nâu sẫm phủ khắp đầu và thân, và trên cả các vây. Chóp các tia vây có các đốm đen. Đuôi được bo tròn. Có 2 - 4 hàng răng ở phần giữa của hàm dưới.
Số gai ở vây lưng: 11; Số tia vây mềm ở vây lưng: 16 - 17; Số gai ở vây hậu môn: 3; Số tia vây mềm ở vây hậu môn: 8; Số gai ở vây bụng: 1; Số tia vây mềm ở vây bụng: 5.
Thức ăn của E. miliaris là các loài động vật giáp xác, động vật thân mềm và các loài cá nhỏ hơn. Chúng sống đơn độc. Chúng được đánh bắt trong nghề cá.